# Machel Cedenio
Machel Cedenio (Point Fortin, 6 settembre 1995) è un velocista trinidadiano.

## Palmarès
| Anno | Manifestazione          | Sede           | Evento          | Risultato  | Prestazione | Note                                                       |
| ---- | ----------------------- | -------------- | --------------- | ---------- | ----------- | ---------------------------------------------------------- |
| 2011 | Mondiali allievi        | Lilla          | 400 m piani     | 4º         | 46"89       |                                                            |
| 2011 | Mondiali allievi        | Lilla          | Staffetta mista | 6º         | 1'52"77     |                                                            |
| 2012 | Mondiali juniores       | Barcellona     | 400 m piani     | 5º         | 46"17       |                                                            |
| 2012 | Mondiali juniores       | Barcellona     | 4×400 m         | Bronzo     | 3'06"32     |                                                            |
| 2013 | Campionati CAC          | Morelia        | 4×400 m         | Oro        | 3'02"19     |                                                            |
| 2014 | World Relays            | Nassau         | 4×400 m         | Bronzo     | 2'58"34     | Record nazionale                                           |
| 2014 | Mondiali juniores       | Eugene         | 400 m piani     | Oro        | 45"13       |                                                            |
| 2014 | Mondiali juniores       | Eugene         | 4×400 m         | Batteria   | 3'12"06     |                                                            |
| 2015 | World Relays            | Nassau         | 4×400 m         | 7º         | 3'03"10     |                                                            |
| 2015 | Giochi panamericani     | Toronto        | 400 m piani     | Argento    | 44"70       |                                                            |
| 2015 | Giochi panamericani     | Toronto        | 4×400 m         | Oro        | 2'59"60     |                                                            |
| 2015 | Mondiali                | Pechino        | 400 m piani     | 7º         | 45"06       |                                                            |
| 2015 | Mondiali                | Pechino        | 4×400 m         | Argento    | 2'58"20     | Record nazionale                                           |
| 2016 | Mondiali indoor         | Portland       | 4×400 m         | Bronzo     | 3'05"51     | Record nazionale                                           |
| 2016 | Giochi olimpici         | Rio de Janeiro | 400 m piani     | 4º         | 44"01       | Record nazionale                                           |
| 2016 | Giochi olimpici         | Rio de Janeiro | 4×400 m         | Batteria   | dq          |                                                            |
| 2017 | Mondiali                | Londra         | 400 m piani     | Semifinale | 45"91       |                                                            |
| 2017 | Mondiali                | Londra         | 4×400 m         | Oro        | 2'58"12     | Record nazionale · Miglior prestazione mondiale stagionale |
| 2018 | Mondiali indoor         | Birmingham     | 4×400 m         | 4º         | 3'02"52     | Record nazionale                                           |
| 2018 | Giochi del Commonwealth | Gold Coast     | 400 m piani     | Semifinale | 46"19       |                                                            |
| 2018 | Giochi del Commonwealth | Gold Coast     | 4×400 m         | 4º         | 3'02"85     |                                                            |
| 2019 | World Relays            | Yokohama       | 4×400 m         | Oro        | 3'00"81     | Miglior prestazione mondiale stagionale                    |
| 2019 | Giochi panamericani     | Lima           | 400 m piani     | Batteria   | 46"77       |                                                            |
| 2019 | Giochi panamericani     | Lima           | 4×400 m         | Bronzo     | 3'02"25     |                                                            |
| 2019 | Mondiali                | Doha           | 400 m piani     | 7º         | 45"30       |                                                            |
| 2019 | Mondiali                | Doha           | 4×400 m         | 5º         | 3'00"74     |                                                            |
| 2021 | Giochi olimpici         | Tokyo          | 400 m piani     | Semifinale | 45"86       |                                                            |
| 2021 | Giochi olimpici         | Tokyo          | 4×400 m         | 8º         | 3'00"85     |                                                            |
| 2022 | Giochi del Commonwealth | Birmingham     | 4x400 m         | Oro        | 3'01"29     |                                                            |
| 2023 | Giochi CAC              | San Salvador   | 4x400 m         | Oro        | 3'01"99     |                                                            |